# サザエの壺焼き

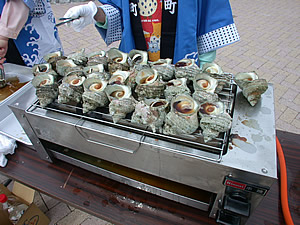
さざえの壺焼き

サザエの壺焼き（サザエのつぼやき）は、巻貝のサザエ（栄螺）の料理法の一種。壺焼きは、壺状の調理器の中で蒸し焼きにするもののほか、巻貝の貝殻をそのまま調理器として使う料理法をも意味する。後者の料理法が代表的な事例である。

## 歴史
おそらく当初は漁師の浜料理で、その起源は不明である。最初は、サザエをそのまま焚き火などに投入し、海水で塩味をつけるという程度の、シンプルで野趣あふれる料理だったものと思われる。
壺焼きであったかどうかは不明だが、1588年に豊臣秀吉が後陽成天皇を聚楽第に招いた際の献立の中に「焼栄螺」の文字を見ることができるという。
現在のかたちに似たサザエの壺焼きは、江戸時代には登場していた。たとえば十返舎一九の『東海道中膝栗毛』（1802年〜1822年にかけて出版）には、由比（静岡県）のあたりで「売るはさざえの壺焼きや」という言及がある。また、江戸時代後期の随筆『寐ものがたり』には、九紋龍という力士の逸話として「栄螺の壺焼を十六七も喰ひ」という表現がある。このことから、遅くとも江戸時代中期には、浜料理から脱して商品としての「サザエの壺焼き」が売り出されていたことがわかる。
明治時代にはいってからは、たとえば報道画家・山本松谷（1870年-1965年）の『風俗画報』のうち『銀座地蔵前縁日』（1901年頃か?）にサザエの壺焼きを商う屋台が描かれており、サザエの壺焼きが海辺の町から都市部に進出してきていたことがわかる。

## 料理法
サザエの壺焼きは、広く分布する料理であるため、作り方は、地域や時代によって多くのヴァリエーションがある。ここでは代表的なものを2つあげる。
ひとつは、サザエをそのまま火であぶり、醤油などで味付けをし、焼きあがったら取り出して食べるという素朴なものである。この場合、サザエの身は丸ごと殻の中にはいっているが、最後に出てくる砂袋は苦味があるため、人によっては食べない。
もうひとつは、いったんサザエの身を貝から取り出して砂袋などは捨て、残りの食べられる部分を一口大に切り分け、それを貝の中に戻して焼くというものである。この場合、サザエ以外にも海老・銀杏・椎茸などをまじえたり、単に醤油を垂らすのではなく出汁を張ったりする場合がある。料亭などでサザエの壺焼きが出される場合は、このタイプの凝ったものであることが多い。